# Розширений алгоритм Евкліда
Розширений алгоритм Евкліда — це розширення алгоритму Евкліда. Окрім знаходження найбільшого спільного дільника для цілих a і b, як це робить алгоритм Евкліда, він також знаходить цілі x і y (одне з яких зазвичай від'ємне), які задовольняють рівнянню Безу.
{\displaystyle ax+by=\gcd(a,b).}
Розширений алгоритм Евкліда особливо корисний коли a і b взаємно прості числа, бо x — обернене щодо a за модулем b, а y — обернене щодо b за модулем a.

## Неформальне визначення алгоритму
| Ділене | Дільник | Частка | Остача |
| ------ | ------- | ------ | ------ |
| 120    | 23      | 5      | 5      |
| 23     | 5       | 4      | 3      |
| 5      | 3       | 1      | 2      |
| 3      | 2       | 1      | 1      |
| 2      | 1       | 2      | 0      |

Для пояснення алгоритму Евкліда, розглянемо обчислення НСД(120, 23), що показано на таблиці ліворуч.
В цьому випадку, остача в четвертому рядку (дорівнює 1) показує, що НСД 1; тобто 120 і 23 взаємно прості. Задля простоти обрані взаємно прості числа; але загальний випадок, коли НСД не дорівнює 1 спрацьовує подібним чином.
Існують два методи обробки, обидва із використанням ділення з остачею.

### Ітеративний метод
Цей метод обчислює вираз виду {\displaystyle r_{i}=ax_{i}+by_{i}} для остачі на кожному кроці {\displaystyle i} алгоритму Евкліда. Кожний наступний номер {\displaystyle r_{i}}можна записати як остачу від ділення попередніх двох таких чисел, цю остачу можна виразити, використовуючи частку qi так:
{\displaystyle r_{i}=r_{i-2}-q_{i}r_{i-1}.\,}
Через заміну це дає:
{\displaystyle r_{i}=(ax_{i-2}+by_{i-2})-q_{i}(ax_{i-1}+by_{i-1}),\,} що можна записати як
{\displaystyle r_{i}=a(x_{i-2}-q_{i}x_{i-1})+b(y_{i-2}-q_{i}y_{i-1}).\,}
Перші два значення алгоритму є початковими аргументами алгоритму:
{\displaystyle r_{1}=a=a\times 1+b\times 0\,}
{\displaystyle r_{2}=b=a\times 0+b\times 1.\,}
Отже коефіцієнти мають такі початкові значення: x1 = 1, y1 = 0, x2 = 0, і y2 = 1. Інші отримуються за допомогою виразів:
{\displaystyle x_{i}=x_{i-2}-q_{i}x_{i-1},\,}
{\displaystyle y_{i}=y_{i-2}-q_{i}y_{i-1}.\,}
Вираз для останньої ненульової остачі дає бажаний результат, бо цей метод обчислює кожний залишок у вигляді a і b, як і вимагалось.
Приклад: Обчислити НСД для 120 і 23.
Обчислення відбуваються так:
| Крок | Частка | Остача           | Заміна                                              | Сума термів            |                  |
| ---- | ------ | ---------------- | --------------------------------------------------- | ---------------------- | ---------------- |
| 1    |        | 120              |                                                     | 120 = 120 × 1 + 23 × 0 |                  |
| 2    |        | 23               |                                                     | 23 = 120 × 0 + 23 × 1  |                  |
| 3    | 5      | 5 = 120 − 23 × 5 | 5 = (120 × 1 + 23 × 0) − (120 × 0 + 23 × 1) × 5     | 5 = 120 × 1 + 23 × −5  |                  |
| 4    | 4      | 3 = 23 − 5 × 4   | 3 = (120 × 0 + 23 × 1) − (120 × 1 + 23 × −5) × 4    | 3 = 120 × −4 + 23 × 21 |                  |
| 5    | 1      | 2 = 5 − 3 × 1    | 2 = (120 × 1 + 23 × −5) − (120 × −4 + 23 × 21) × 1  | 2 = 120 × 5 + 23 × −26 |                  |
| 6    | 1      | 1 = 3 − 2 × 1    | 1 = (120 × −4 + 23 × 21) − (120 × 5 + 23 × −26) × 1 | 1 = 120 × −9 + 23 × 47 |                  |
| 7    | 2      | 0                | Кінець алгоритму                                    | Кінець алгоритму       | Кінець алгоритму |

Розв'язок: x = −9 і y = 47.
Через те, що НСД виявився 1, отримуємо також, що 47 є оберненим до 23 за модулем 120, і також за модулем 23, -9 (або 14 = -9 + 23) є оберненим 120 (або тотожно 5 = 120 — 23 *5) .
47 × 23 ≡ 1 (mod 120) і також
```
−9
 
×
 
120
 
≡14
 
×
 
5
 
≡
 
1
 
(
mod
 
23).
```

Для того, щоб ціле a можна було обернути за модулем b, необхідно щоб a і b були взаємно простими, отже якщо НСД більший від 1, таке модульне обернення не існує.
Зауважте, що рівняння, що визначають значення xi незалежні від тих, які визначають значення yi, і що рівняння Безу отримане наприкінці
{\displaystyle {\mathit {GCD}}=r_{k}=ax_{k}+by_{k}\,}
дозволяє вивести yk коли xk відоме. Користувач може опустити значення yi, не обчислюючи їх (хоча вони можуть бути корисними як перевірка на помилки обчислень).

## Псевдокод
| РОЗШИРЕНИЙ-ЕВКЛІД{\displaystyle (a,b)} 1. якщо {\displaystyle b==0} 2. повернути {\displaystyle (a,1,0)} 3. інакше {\displaystyle (d',x',y')=} РОЗШИРЕНИЙ-ЕВКЛІД{\displaystyle (b,a\mod b)} 4. {\displaystyle (d,x,y)=(d',y',x'-\lfloor a/b\rfloor y')} 5. повернути {\displaystyle (d,x,y)} |

Якщо b не нуль, тоді РОЗШИРЕНИЙ-ЕВКЛІД спочатку обчислює (d', x', y') такі, що d' = НСД(b, a mod b) і
{\displaystyle d'=bx'+(a\mod {b})y'.}
Щоб отримати {\displaystyle x} і {\displaystyle y} такі, щоб {\displaystyle d=ax+by,} ми перепишемо попереднє рівняння використавши, що {\displaystyle d=d'} так:
| {\displaystyle d} | {\displaystyle =bx'+(a-b\lfloor a/b\rfloor )y'}   |
|                   | {\displaystyle =ay'+b(x'-\lfloor a/b\rfloor y').} |

## Швидкодія
Оскільки кількість рекурсивних викликів у звичайного і розширеного алгоритму Евкліда однакова, то їх час виконання однаковий аж до сталого множника. Тобто, для {\displaystyle a>b>0,} кількість рекурсивних викликів є {\displaystyle O(\lg b).}

## Код

### C++
```
void
 
ex_al_eu_in
(
int
 
r1
,
 
int
 
r2
,
 
int
 
x1
,
 
int
 
x2
,
 
int
 
y1
,
 
int
 
y2
,
 
int
 
&
gcd
,
 
int
 
&
a
,
 
int
 
&
b
)
 
{

	
int
 
r3
 
=
 
r1
 
-
 
r2
 
*
 
(
r1
 
/
 
r2
);

	
int
 
x3
 
=
 
x1
 
-
 
x2
 
*
 
(
r1
 
/
 
r2
);

	
int
 
y3
 
=
 
y1
 
-
 
y2
 
*
 
(
r1
 
/
 
r2
);

	
if
 
(
r3
)

		
ex_al_eu_in
(
r2
,
 
r3
,
 
x2
,
 
x3
,
 
y2
,
 
y3
,
 
gcd
,
 
a
,
 
b
);

	
else
 
{

		
gcd
 
=
 
r2
;

		
a
 
=
 
x2
;

		
b
 
=
 
y2
;

	
}

}

void
 
ex_al_eu
(
int
 
r1
,
 
int
 
r2
,
 
int
 
&
gcd
,
 
int
 
&
a
,
 
int
 
&
b
)
 
{

	
ex_al_eu_in
(
r1
 
>
 
r2
 
?
 
r1
 
:
 
r2
,
 
r1
 
<
 
r2
 
?
 
r1
 
:
 
r2
,
 
1
,
 
0
,
 
0
,
 
1
,
 
gcd
,
 
r1
 
>
 
r2
 
?
 
a
 
:
 
b
,
 
r1
 
<
 
r2
 
?
 
a
 
:
 
b
);

}

```

### Python
```
def
 
extended_euclid
(
a
,
 
b
):

        
""" Повертає d=НСД(x,y) і x, y такі, що ax + by = d """

        
if
 
(
b
==
0
):

                
return
 
a
,
 
1
,
 
0

        
d
,
 
x
,
 
y
 
=
 
extended_euclid
(
b
,
 
a
 
%
 
b
)

        
return
 
d
,
 
y
,
 
x
 
-
 
(
a
//
b
)
*
y

```